# Ghiacciaio Andrew
Il ghiacciaio Andrew (in inglese Andrew Glacier) (63°53′S 59°40′W) è un ghiacciaio lungo circa 5,5 km situato sulla costa di Davis, nella parte nord-occidentale della Terra di Graham, in Antartide. 
Il ghiacciaio, il cui punto più alto si trova 442 m s.l.m., fluisce verso nord-est fino alla cala di Ognen, nella baia di Charcot, appena a ovest dei picchi Webster.

## Storia
Il ghiacciaio Andrew è stato mappato dal British Antarctic Survey, che all'epoca si chiamava ancora Falkland Islands and Dependencies Survey (FIDS), nel 1948, grazie a fotografie aeree scattate durante una spedizione antartica della stessa organizzazione. Il ghiacciaio è stato poi così battezzato in onore di James Darby Andrew, ufficiale medico della stazione di ricerca del FIDS costruita presso la baia Hope nel 1948.